# Max Feldbauer
Max Feldbauer (n. el 14 de febrero de 1869 en Neumarkt in der Oberpfalz; † 20 de noviembre de 1948 en Münchshöfen cerca de Straubing) fue un pintor alemán, miembro de la Scholle y de la Secesión de Múnich y miembro fundador de la Nueva Secesión de Múnich.

## Vida
Max Feldbauer era hijo del alcalde de Neumarkt, Josef Feldbauer. Después de la muerte de su padre y con cinco hermanos menores, su madre se trasladó a Múnich con Max. Aquí comenzó su formación en pintura en la Kunstgewerbeschule. Pasó después a la escuela privada de pintura del húngaro Simon Hollósy, donde se acercó al impresionismo. En la Academia de Bellas Artes de Múnich continuó sus estudios con Otto Seitz, Paul Hoecker y Johann Caspar Herterich. Como joven académico, conoció a los grandes pintores de Munich: Stuck, Trübner, Lenbach, Defregger. Se convirtió en cofundador del grupo de artistas Die Scholle y trabajó en la revista Die Jugend. En 1908 dejó Die Scholle y se unió a la Secesión de Munich. En 1913 se convirtió en cofundador de la Nueva Secesión de Múnich, en la que trabajó con Albert Weisgerber como miembro de la junta. En el otoño de 1898 pasó varias semanas en Harburg con Angelo Jank, también amante de los caballos.
En diciembre de 1899, Feldbauer se casó con la pintora Elise Eigner de Fronberg, cerca de Schwandorf.
De 1901 a 1915, Feldbauer fue profesor en la academia de mujeres de la Asociación de Artistas de Munich. Entre sus estudiantes se encuentra la pintora alemana Ruth Cahn. De 1912 a 1922, Feldbauer dirigió una escuela de pintura en Mitterndorf, cerca de Dachau. Después de algunos viajes a Bretaña, Suiza, el Tirol, Helgoland e Italia, se instaló en Mitterndorf, cerca de Dachau. En 1916 fue nombrado miembro de la Escuela de Artes Aplicadas de Dresde y en 1918 de la Academia de Bellas Artes de Dresde, de la que se convirtió en presidente en 1928. En 1933, tras la llegada al poder de Adolf Hitler, inicialmente se le prohibió exponer sus obras. Feldbauer se trasladó después a Múnich, donde fue bombardeado en 1944. Luego se mudó a Münchshöfen en la comunidad de Ober Schneiding (distrito de Straubing-Bogen), donde murió en 1948.
En agosto de 1944, Adolf Hitler lo incluyó en la lista divina de los pintores más importantes del estado nazi.

## Trabajo artístico

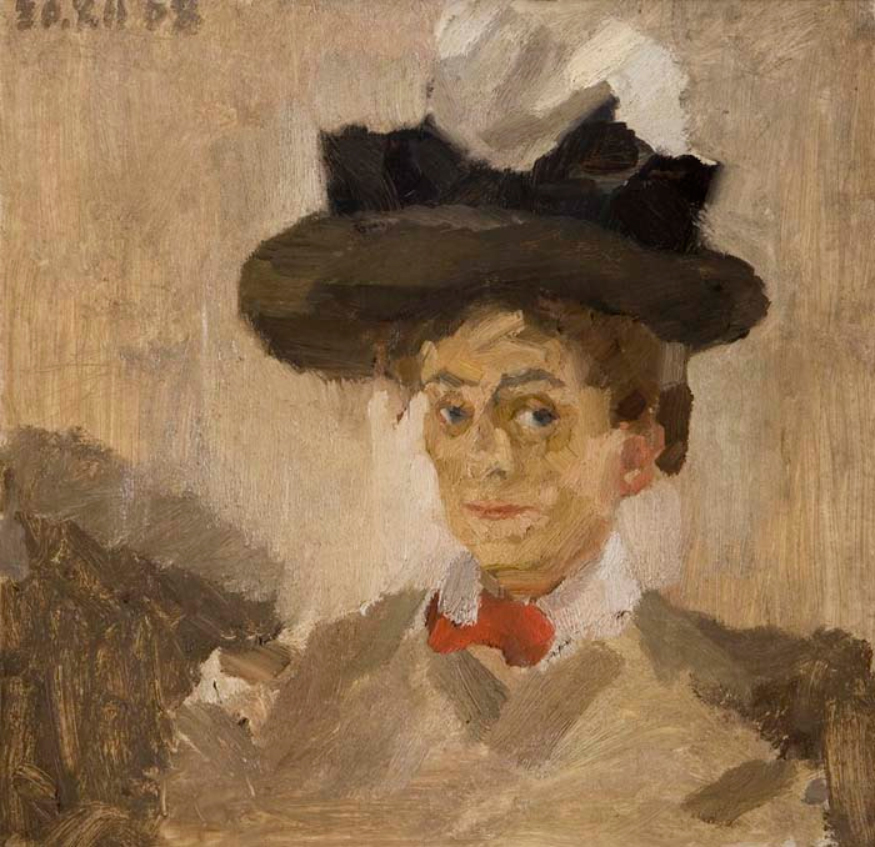
Max Feldbauer: Elisa Feldbauer (1908)

Feldbauer fue uno de los colaboradores más activos de la revista semanal Die Jugend, a la que contribuyó con alrededor de 250 artículos. Se dio a conocer como miembro del grupo de artistas Die Scholle y participó en sus exposiciones en el Glaspalast de Múnich. Su manera tosca y bávara también se reflejó en su elección de motivos y estilo de pintura. Prefería pintar escenas rurales, soldados y caballos, pero también ambientes de posada.
En el anuncio de la Gemäldegalerie de Dachau para la primera exposición individual de las obras del pintor en 80 años, se cita a Max Feldbauer: "En realidad comencé a pintar en 1904. Encuentro que la expresión impresionismo básicamente no es correcta, es mejor 'improvisación'. Me puse en pie y comencé y me detuve. No me gusta la llamada fantasía, así que me mantuve alejado de la composición: una cabeza, una figura, un desnudo, un caballo era todo lo que necesitaba."

## Obras, exposiciones y premios
- Hasta 1908 exposiciones con la asociación de artistas Die Scholle en el Glaspalast
- 1910 Exposición especial Feldbauer en el concesionario de arte Brakl en Múnich
- 1915 Exposición Feldbauer en Dresde
- 1928 ganó un concurso de pintura en Ámsterdam
- Recibió la Orden Maximiliano de Baviera para la Ciencia y el Arte en 1933
- 1944 Exposición de la obra gráfica en la Casa del Arte Alemán con entrega de la Medalla Goethe de las Artes y las Ciencias.
- Galería de pintura de Dachau 2015

## Obras en museos
- Dresde, Galería de los Viejos Maestros
- Múnich, Colecciones de pintura del estado bávaro
- Múnich, Colección Estatal de Obra Gráfica
- Múnich, Galería municipal en el Lenbachhaus
- Ratisbona, Museo de la Ciudad de Ratisbona
- Ratisbona, Galería de Alemania Oriental

## Galería

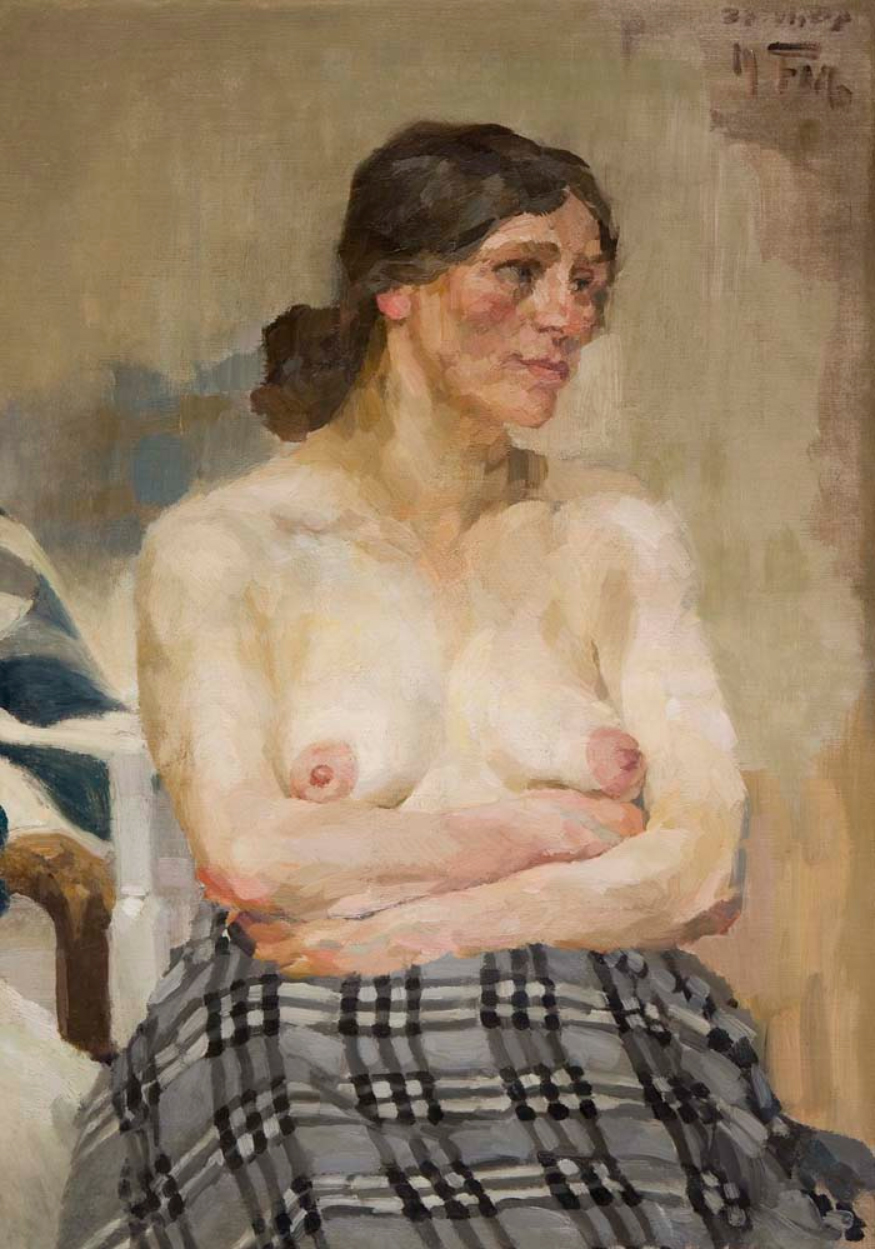
Max Feldbauer - Weiblicher Halbakt 1908
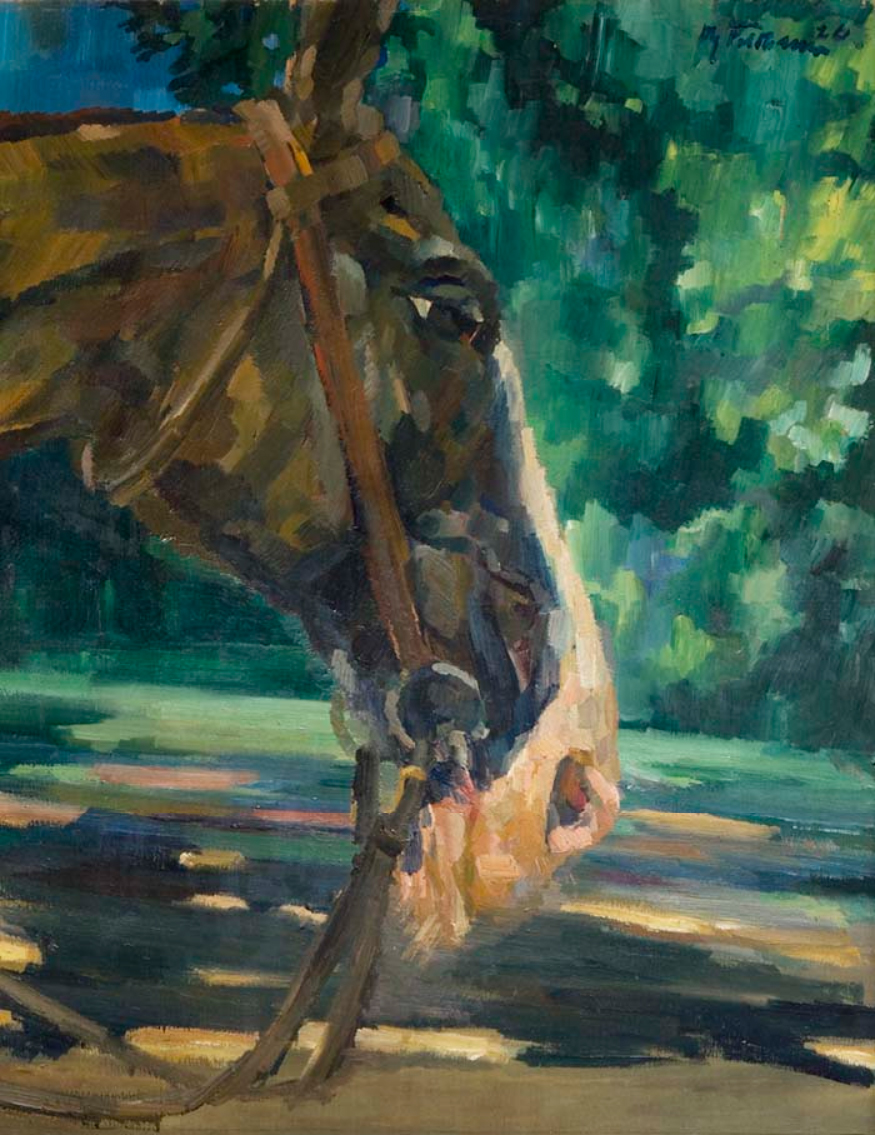
Max Feldbauer - Pferdekopf-Elster 1920
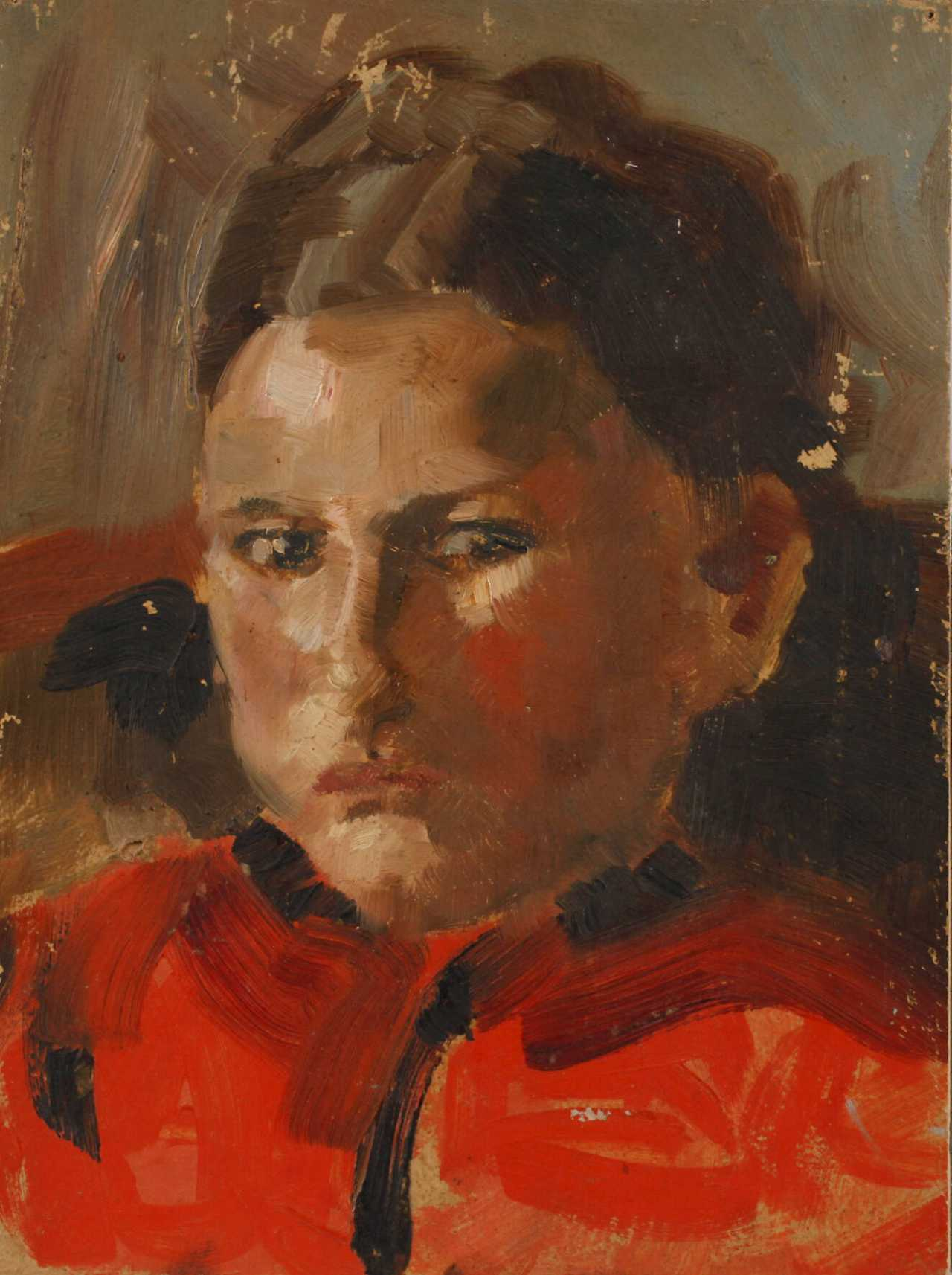
Ölstudie - Portrait - Mädchen mit roter Jacke - Max Feldbauer
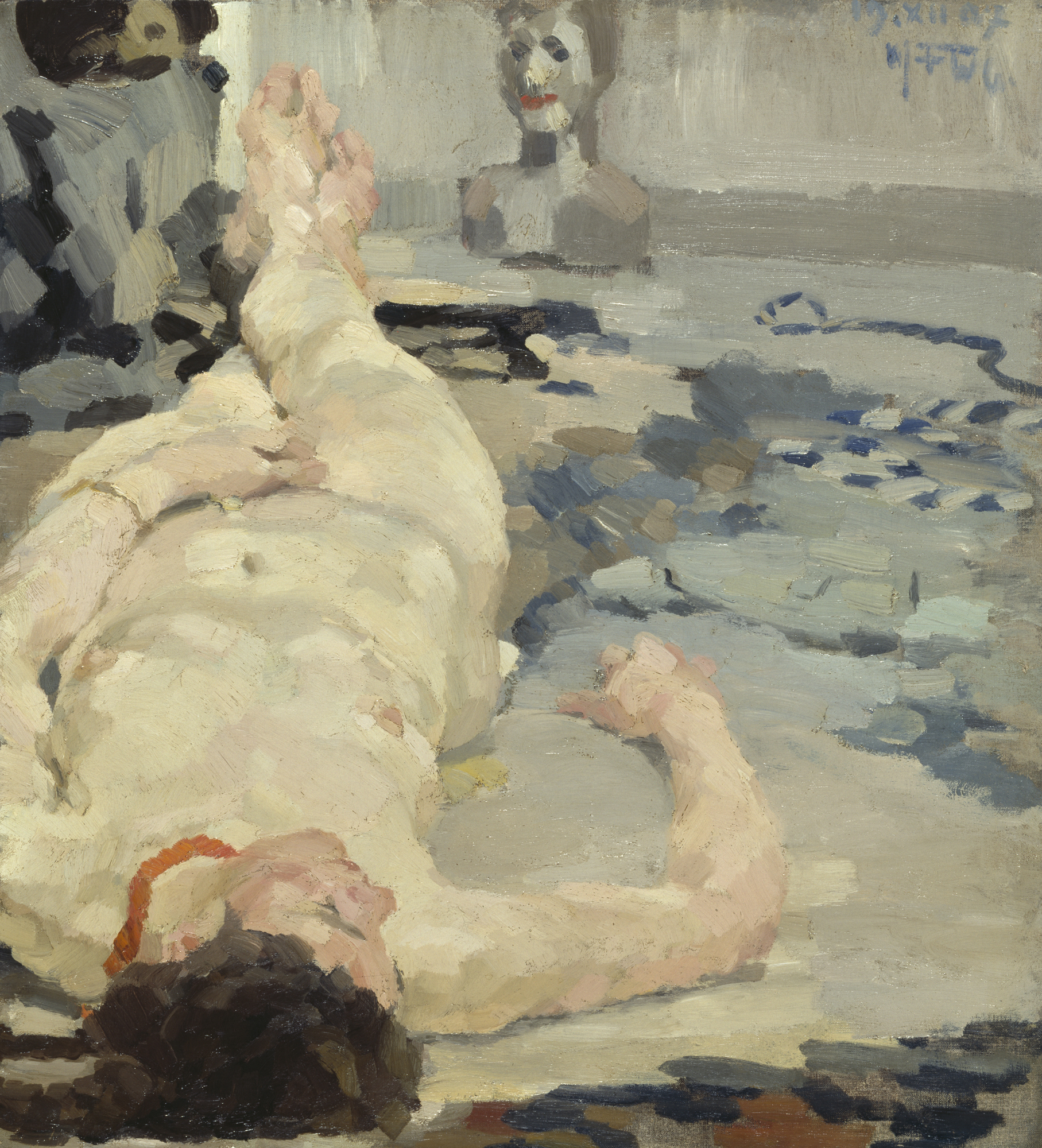
Max Feldbauer - Liegender Akt - G 1934 - Lenbachhaus
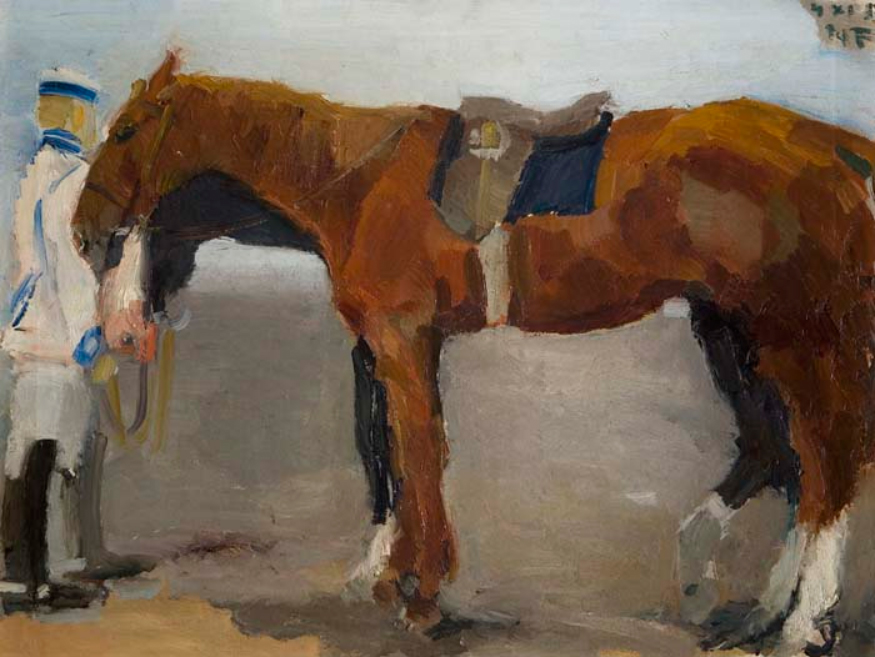
Max Feldbauer - Bayrische Ulanen mit Pferden 1913
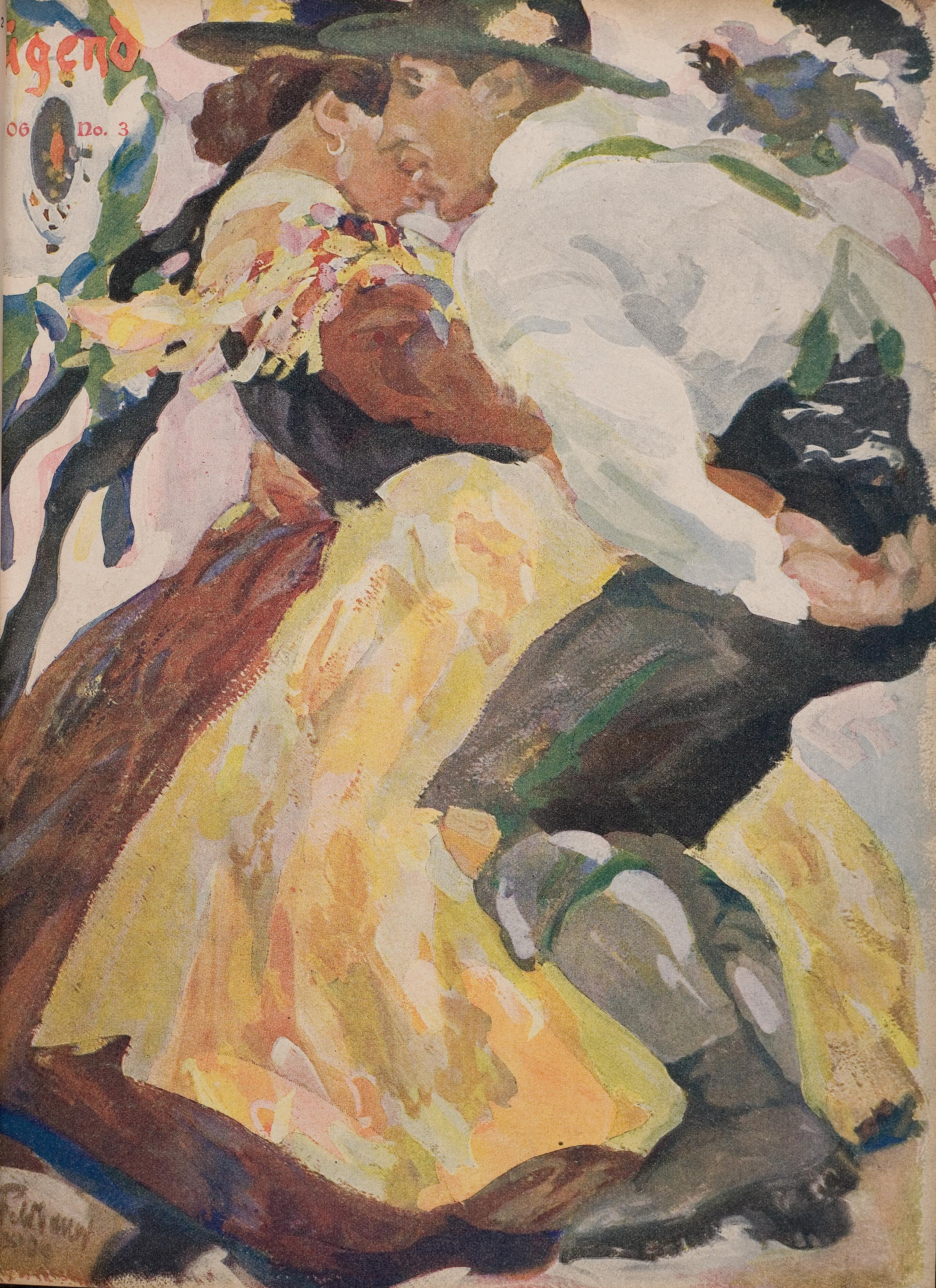
Max Feldbauer - Jugend Nr. 03, 1906
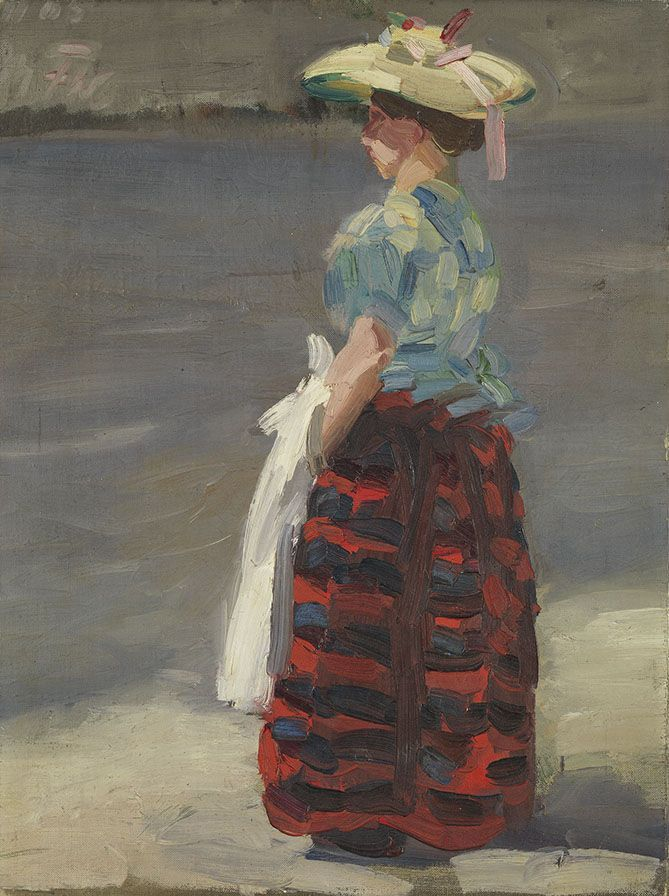
Max Feldbauer - Bauernmädchen - 10879 - Bavarian State Painting Collections
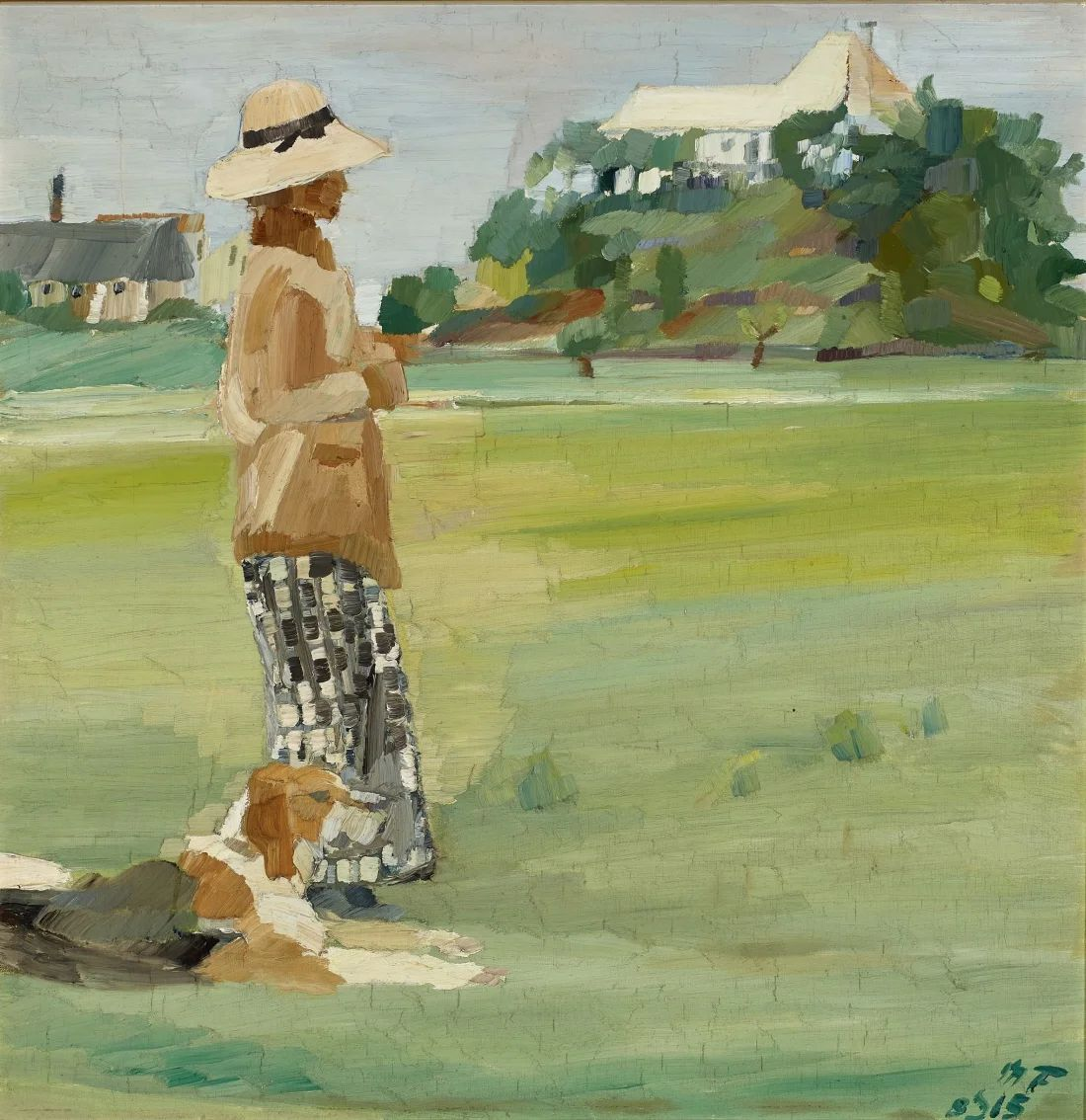
Gemälde - Dachau - Portrait der Elise Feldbauer